# Usbeques
Os usbeques ou uzbeques (autodenominação: o'zbek - singular, o'zbeklar - plural) são um povo turco da Ásia Central. Eles compreendem a população majoritária do Usbequistão (ou Uzbequistão), e grandes populações também podem ser encontradas no Tajiquistão, Quirguistão, Turquemenistão, Cazaquistão, Afeganistão, na Rússia e na região autônoma uigur de Sinquião (na China). Pequenas populações emigrantes de usbeques da Ásia Central também podem ser encontradas no Irã, Turquia, Paquistão, América do Norte e Europa Ocidental.
A sua língua materna é o usbeque, que também é a língua oficial do Usbequistão.

## Nome
A origem do nome o'zbek é controversa. Uma teoria afirma é que é um epônimo que tem origem em Usbeque Cã, governante mongol do Canato da Horda Dourada no século XIV, ainda que o território usbeque nunca tivesse estado sob a sua alçada, pelo menos diretamente, como não estiveram grande parte das tribos nômades das quais a etnia moderna descende. Um argumento etimológico afirma que o nome significa "independente" ou "senhor de si mesmo", a partir de uz ("independente ou "o prório homem") e bek (um título turco de nobreza e de liderança).
Uma terceira teoria é que deriva do nome de um personagem lendário do folclore turco que teria vivido c. 2 000 a.C., Oguz Cã, também conhecido como Oghuz Beg e Uz-beg. Nos registos históricos mais antigos do termo é comum ele se referir a indivíduos incultos, especialmente nômades e agricultores.

## Usbeques célebres

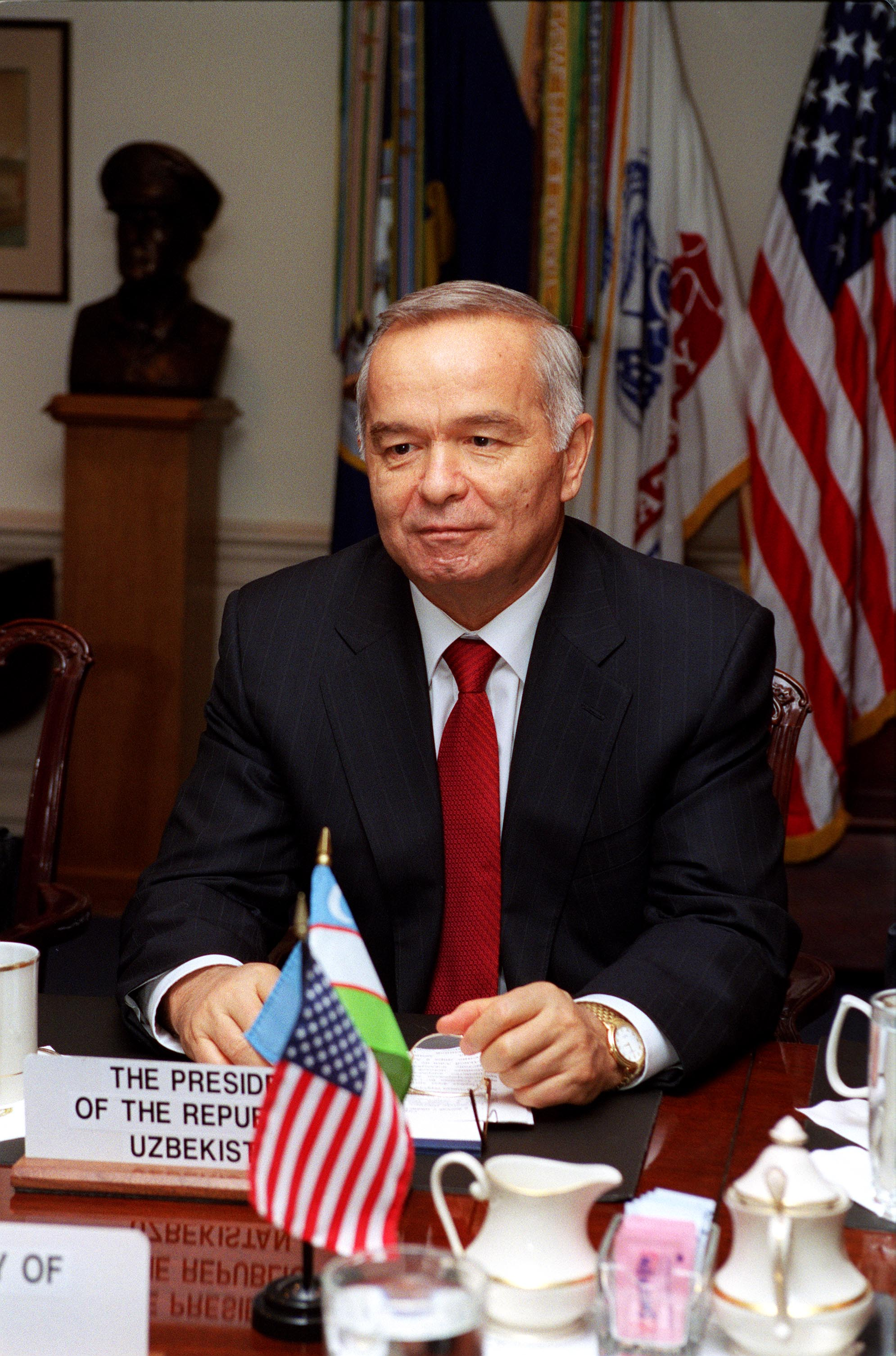
Islam Karimov

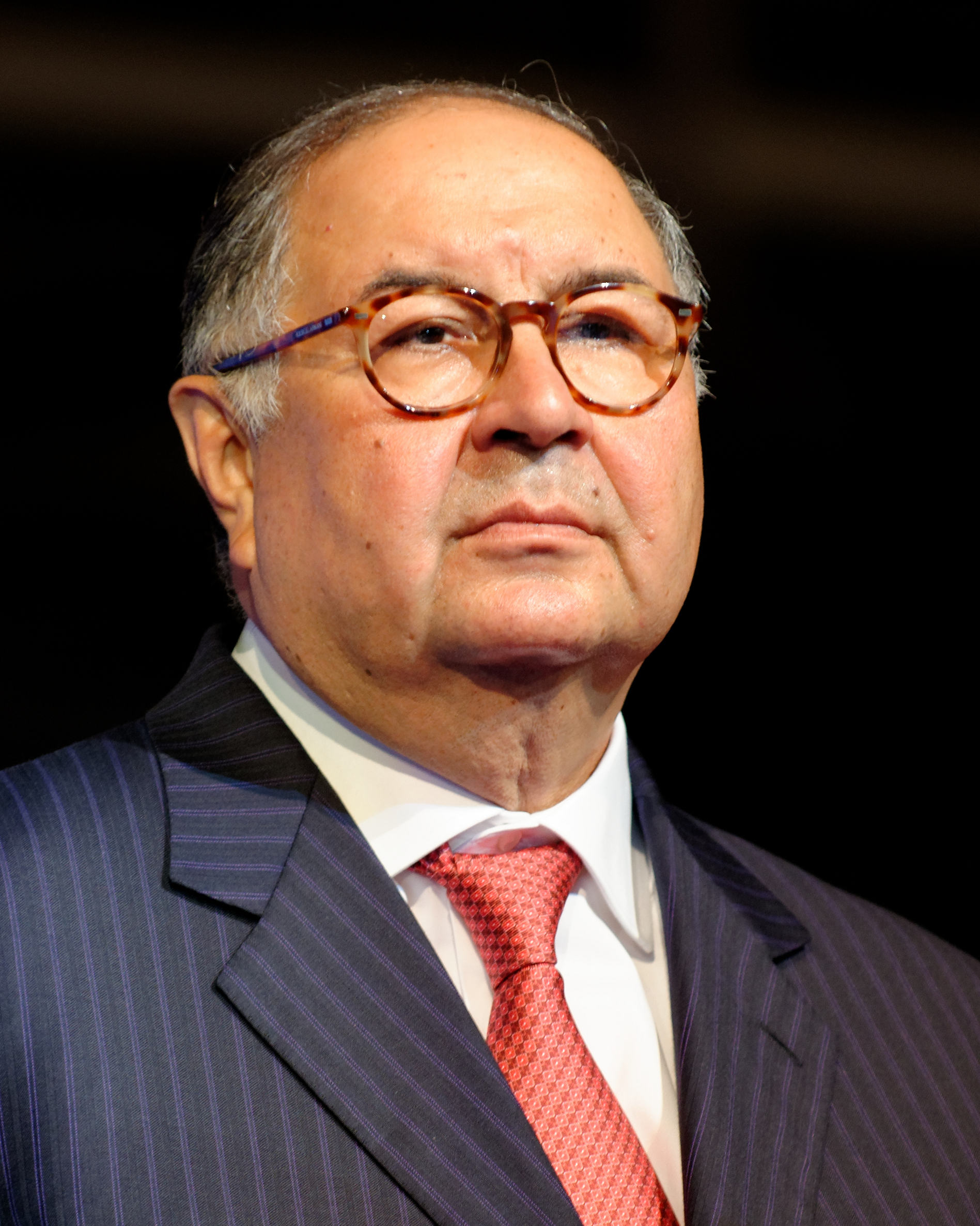
Alisher Usmanov

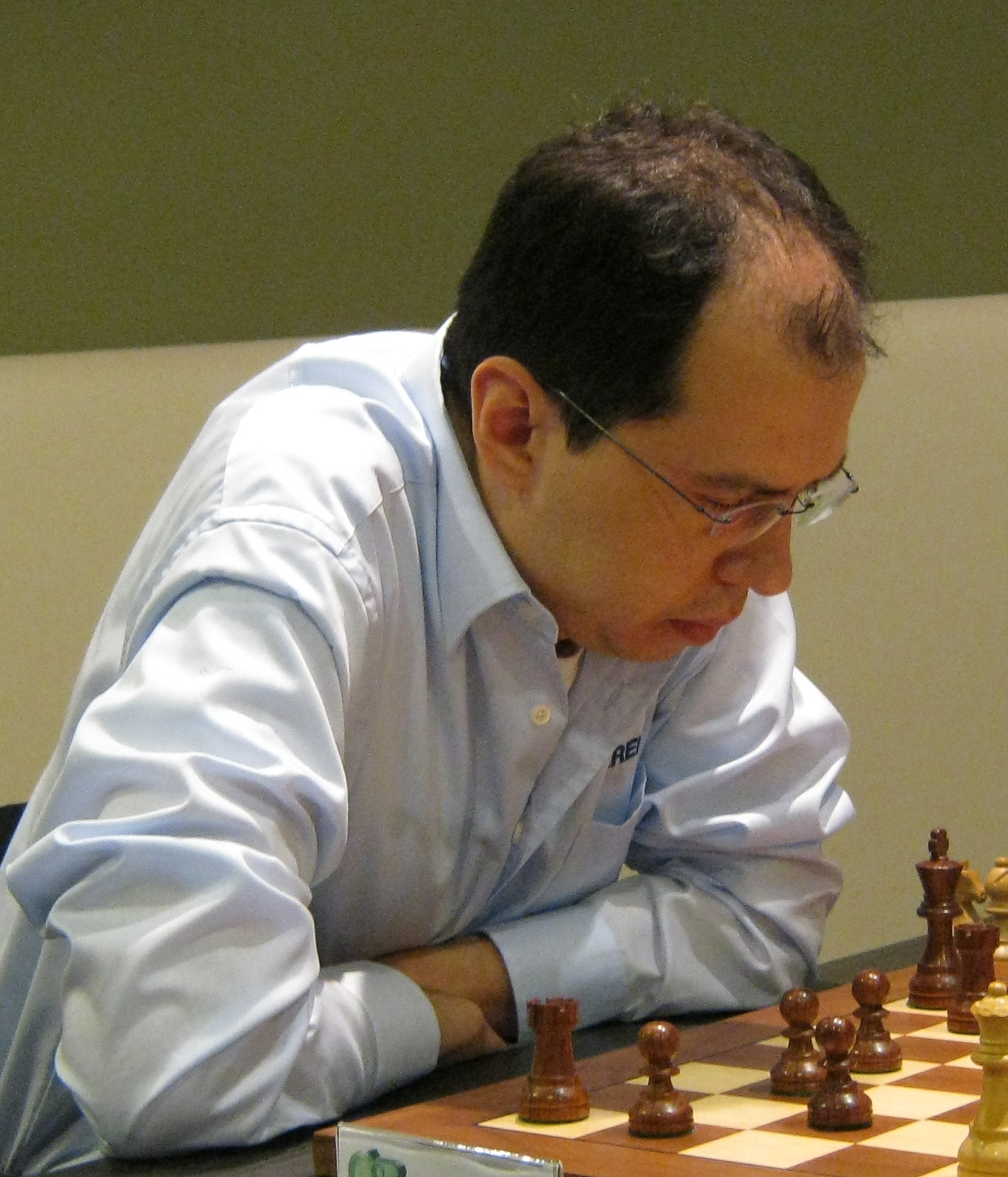
Rustam Qosimjonov

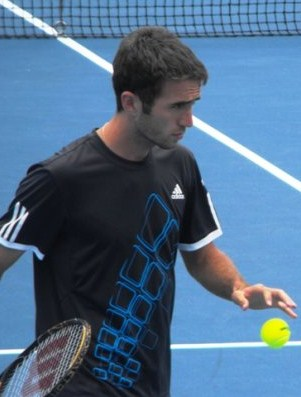
Marsel İlhan

## Leitura complementar
- Noble, Ivan. BBC News, DNA analysis tracks Silk Road forbears
- Zerjal, Tatiana, et. al. A Genetic Landscape Reshaped by Recent Events: Y-Chromosomal Insights into Central Asia, Am. J. Hum. Genet., 71:466-482, 2002. (em inglês)
- Grande Enciclopédia Soviética, Parte 9, páginas 483-489 (em russo)